# ベン・ベラ
ムハンマド・アフマド・ベン・ベッラ（アラビア語: محمد أحمد بن بلّة、Mohamed Ahmed Ben Bella、1916年12月25日 - 2012年4月11日）は、アルジェリア民主人民共和国の初代大統領。

## 人物・生涯
アルジェリア西部の小都市マグニアの農家に生まれた。スーフィー信仰の家系。1936年より宗主国フランスの軍隊に志願兵として加わった。第二次世界大戦でも自由フランス軍兵士としてイタリア戦線で活躍し、幾度か勲章を受けた。
大戦後は、母国アルジェリアにて地方警察官に応募するも、登録を拒否される。同じ時期、ベン・ベラの母がタバコ店を開く許可を当局が与えなかったこともあって、フランスの植民地支配に反発。反植民地主義勢力「民主主義と自由の勝利運動」に加わり、地方議員に選出された。しかし、同運動が当局によって解散させられると、地下活動に身を寄せ、1949年にオランにあるフランス軍士官の詰め所の急襲を組織した。1950年に逮捕されてブリダ近郊の刑務所に収監されるが、1952年に脱獄を果たした。
1954年よりアルジェリア戦争が勃発すると、アルジェリア民族解放戦線（FLN）の中心人物としてエジプトのカイロ、リビアに逃れつつ独立戦争を展開した。1956年10月22日、チュニス発ラバト行きの航空機をハイジャックし、アルジェリアのメイスン・ブランチ空港に強制着陸させた。すぐにフランス軍によって再び捕らえられ、1962年までフランス国内の獄中で過ごした。この間にアルジェリア共和国臨時政府の副首相に選ばれた。
独立後、社会主義的政策の是非などをめぐってベン・ヘッダと対立したが、彼を抑えて翌1963年に初代大統領になった。大統領に就任した後、非同盟運動を積極的に主導し、アルジェリアはキューバ革命後のキューバと共に第三世界の中心的国家となった。
1964年、ソ連邦英雄称号をソ連政府から授与されたが、このような姿勢から、1965年2月27日にアルジェで開催された第二回アジア・アフリカ経済会議でキューバの閣僚チェ・ゲバラがソ連を「帝国主義的搾取の共犯者」と批判する演説を行った際に、ゲバラと共同で演説を起草したのはベン・ベラだった。
しかし、同年アルジェで開催される予定だった非同盟諸国首脳会議の直前にウアリ・ブーメディエン国防相による軍事クーデターで失脚すると、1980年まで自宅軟禁下に置かれた。ブーメディエン政権下では、ベン・ベラの存在はタブーとされ、公の場で彼の名前に言及することは厳しく規制された。
1978年、ブーメディエンが死去すると、後任のシャドリ・ベンジャディード大統領によって自宅軟禁が解除され、10年間家族と共にスイスのローザンヌで暮らした。1990年に祖国への帰国を許された。
1991年に行われた議会選挙では、自ら「アルジェリア民主主義運動党」（Movement for the Democracy in Algeria Party MDAP）を結党し、選挙に臨んだものの、わずか2パーセントの票しか獲得できなかった。1997年にはMDAPは当局によって解党させられた。晩年は、政治の表舞台からは去ったものの、一貫してアブデルアズィーズ・ブーテフリカ大統領の政策を批判し続けた。
2012年4月11日、病気のためにアルジェにある家族宅で死去。93歳没。

## エピソード
彼の母語はフランス語であったが、獄中においてアラビア語を習得したと言われる。アルジェリアの独立運動に理解を示したエジプトのナセルに会った際、アラビア語で会話できなかったことはベン・ベラを悲しませたとされる。しかし、彼の話すフランス語訛りのアラビア語は、アルジェリアの民衆には理解しづらかったと言われる。

## 脚註
1. 1 2 3 4 5 6  Algeria's first president dies at 95 | World news | The Guardian（2013年4月20日時点のアーカイブ）（英語）
2. ↑  『Y. ベン・ヘッダ』 - コトバンク
3. ↑  ジャン・コルミエ『「知の再発見」双書120 チェ・ゲバラ 革命を生きる』松永りえ訳、太田昌国監修、創元社、2004年12月 p.97
4. ↑  Ahmed Ben Bella, First President of an Independent Algeria, Dies at 93 NYTimes 2012年4月12日閲覧